# Octet (muziek)
Een octet is een muziekensemble van acht muziekinstrumenten of zangstemmen, of een daarvoor geschreven compositie. Het is een gelatiniseerde Nederlandse vertaling van het Italiaanse woord "ottetto".

## Klassieke muziek
In de klassieke muziek is het octet een van de grootste bezettingen die nog tot de kamermuziek gerekend worden. Voorkomende bezettingen zijn: 
- het strijkoctet: acht strijkinstrumenten. Voor het eerst als dubbelkwartet geïntroduceerd door Louis Spohr. Later in andere bezetting, zoals de octetten van Felix Mendelssohn Bartholdy en Dmitri Sjostakovitsj voor vier violen, twee altviolen en twee celli. Als dubbelkwartet vaak in de vorm met twee wedijverende strijkkwartetten, zoals o.m. bij Louis Spohr, George Enescu en Darius Milhaud, wiens 14e en 15e kwartet samen als octet kunnen worden uitgevoerd.
- het blaasoctet: acht blaasinstrumenten, meestal twee hobo’s, twee klarinetten, twee hoorns en twee fagotten. Voor deze bezetting, ook wel harmoniemuziek genoemd, componeerden  Mozart en Ludwig van Beethoven. Het blaasoctet van Igor Stravinski is geschreven voor een fluit, een klarinet, twee fagotten, twee trompetten en twee trombones.
- een combinatie van strijkers en blazers, zoals in het Octet van Franz Schubert, dat is geschreven voor strijkkwartet plus contrabas, klarinet, fagot en hoorn. Dat van Paul Hindemith heeft bijna dezelfde bezetting, maar met een tweede altviool in plaats van de tweede viool. Arnold Bax schreef twee octetten (Octet voor hoorn, piano en strijksextet en Threnodie en scherzo voor fagot, harp en strijksextet).
- het vocaal octet: achtstemmig koor of acht individuele zangers, doorgaans in de bezetting twee sopranen, twee alten, twee tenoren, een bariton en een bas.

## Jazz
In jazzmuziek noemen ensembles van acht musici zich vaak een octet. De samenstelling kan op allerlei manieren variëren. Een traditionele combinatie is trompet, trombone, altsaxofoon, tenorsaxofoon, gitaar (of baritonsaxofoon), piano, contrabas en drums.
Bekende octetten zijn het Jamil Sheriff Octet, in de traditionele bezetting, en het meer  experimentele David Murray Octet. Ook in de jazz kan een octet fungeren als dubbelkwartet met twee tegenover geplaatste groepen, zoals bij de free jazz van Ornette Coleman.
Naar aantal leden: Eenmansorkest / Solist · Duo ·  Trio ·  Kwartet ·  Kwintet · Sextet · Septet · Octet · Nonet